# Calverton Park
Calverton Park est une ville située en banlieue nord de Saint-Louis dans le comté de Saint-Louis, dans le Missouri, aux États-Unis,. Elle est incorporé en 1940.

## Démographie
Lors du recensement de 2010, la ville comptait une population de 1 293 habitants. Elle est estimée, en 2016, à 1 284 habitants.

### Source de la traduction
- (en) Cet article est partiellement ou en totalité issu de l’article de Wikipédia en anglais intitulé « Calverton Park, Missouri » (voir la liste des auteurs).